# Paul Delouvrier

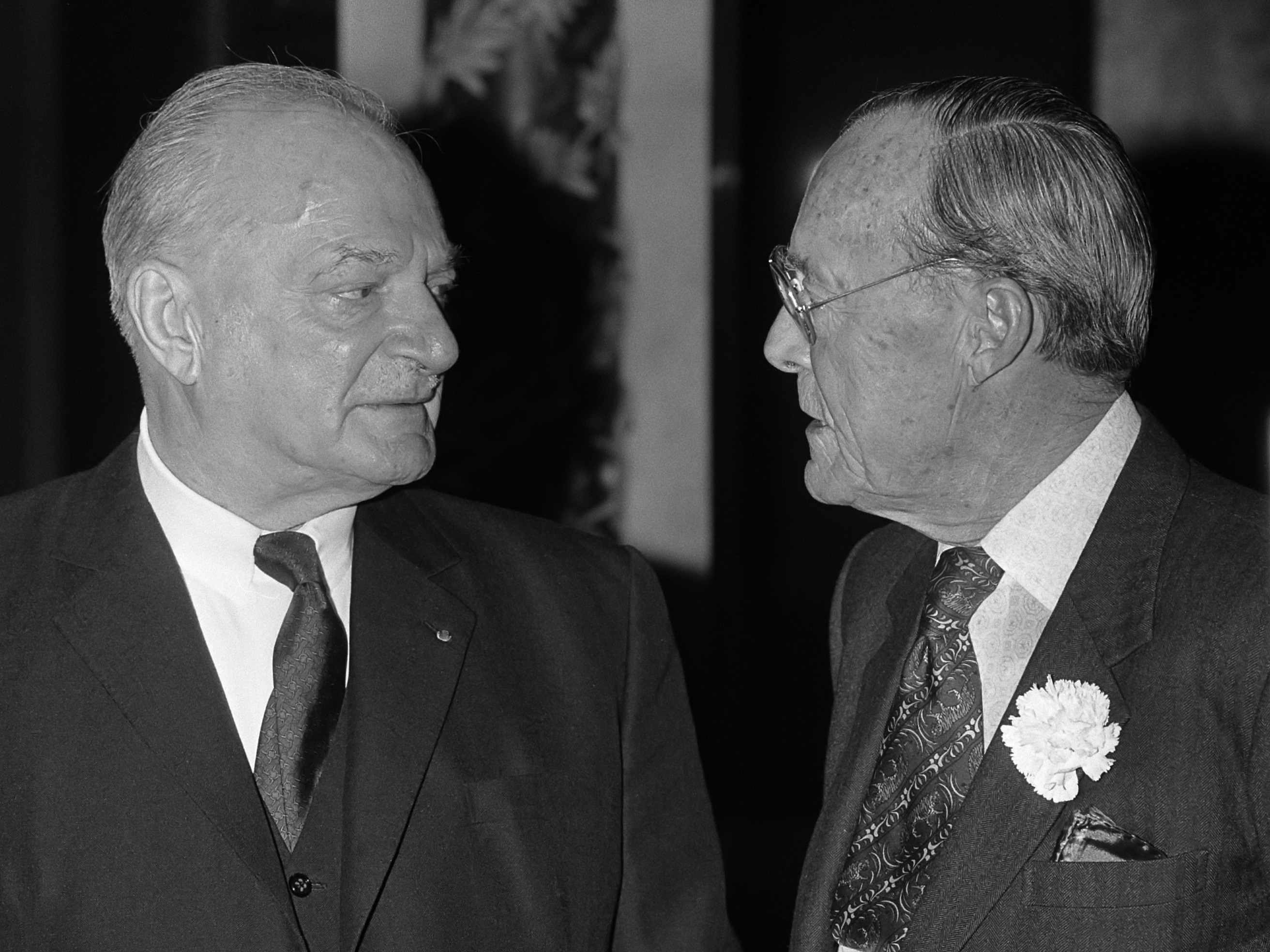
Paul Delouvrier & Bernhard av Lippe-Biesterfeld (1985)

Paul Delouvrier, född 25 juni 1914 i Remiremont, död 16 januari 1995 i Provins, var en framstående fransk statstjänsteman under de fjärde och  femte republikerna. Han var en av de ledande personerna bakom den planering vilken omskapade Frankrike under "les Trente glorieuses", vilket i Frankrike avser perioden mellan 1947 och 1974.